# Заграчани
Заграчани или Загръчани, или Заградчани (на македонска литературна норма: Заграчани; Загратчани, на албански: Zagraçani) е село в Северна Македония, в община Струга.

## География
Селото е разположено на четири километра западно от Струга, в югозападния край на Стружкото поле, в източното подножие на планината Ябланица.

## История
На половин километър северно над Заграчани е античната и средновековна крепост Градище.
В XIX век Заграчани е мюсюлманско село в Стружка нахия на Охридска каза на Османската империя. В „Етнография на вилаетите Адрианопол, Монастир и Салоника“, издадена в Константинопол в 1878 година и отразяваща статистиката на населението от 1873 година, Загратчене (Zagratchéné) е посочено като село с 29 домакинства, като жителите му са 78 мюсюлмани.
Според статистиката на Васил Кънчов („Македония. Етнография и статистика“) в 1900 Загръчани има 225 жители арнаути мохамедани. Според Евтим Спространов жителите на Заграчани са помаци, които в началото на ХХ век все още говорели български, но поради смесените бракове с албанците в Радолища и най-вече поради по-големия авторитет на албанците и на техния език, били подложени на албанизация. Тези данни се потвърждават и от Яким Деребанов, който в свой рапорт от 1907 година също пише, че жителите на селото са 397 „бълг[ари]-мухамеданци (помаци)“, за които се предполага, че 150 години по-рано са приели исляма. Занимават се със земеделие, а някои от тях работят като строители в чужбина.
На Етнографската карта на Битолския вилает на Картографския институт в София от 1901 година Заграчани е чисто албанско село в Охридската каза на Битолския санджак с 55 къщи.
Според преброяването от 2002 година селото има 1075 жители.
| Националност     | Всичко |
| северномакедонци | 1      |
| албанци          | 1071   |
| турци            | 0      |
| роми             | 0      |
| власи            | 0      |
| сърби            | 0      |
| бошняци          | 0      |
| други            | 3      |